# أريدي جنسوني
أريدي جنسوني (الاسم العلمي:Aerides jansonii) هو نوع هجين من النباتات يتبع جنس الأريدي من الفصيلة السحلبية.